# Tacciana Markiewicz
Tacciana Siarhiejeuna Markiewicz (biał. Таццяна Сяргееўна Маркевіч; ros. Татьяна Сергеевна Маркевич, Tatjana Siergiejewna Markiewicz; ur. 25 marca 1988 w Brześciu) – białoruska siatkarka, reprezentantka kraju, grająca na pozycji przyjmującej.

## Sukcesy klubowe
Liga białoruska:
- 2021, 2022[2]
- 2008, 2010

Liga azerska:
- 2012

Puchar Francji:
- 2013

Liga francuska:
- 2013

Puchar Czech:
- 2014, 2015, 2016

Liga czeska:
- 2014, 2015, 2016

Puchar Rumunii:
- 2017, 2018

Liga rumuńska:
- 2017, 2018
- 2019

Puchar Białorusi:
- 2020

## Sukcesy reprezentacyjne
Liga Europejska:
- 2019